# Поетът и младата майка
„Поетът и младата майка“ (на датски: Poeten og Lillemor) е датска комедия от 1959 година, създаден въз основа на комикс.

## Сюжет
Животът на поета (Хенинг Моритцен) и младата майка (Хеле Виркнер) се гради върху неговото творчество, но обществения интерес към съвременната поезия е нисък и доходите им са нищожни. Кредиторът (Олаф Усинг) е по петите им, когато неочаквано получено завещание им дава глътка въздух. Те купуват стара къща в малко селце, където жизнения стандарт е по-нисък в сравнение с Копенхаген. Местните жители се отнасят с недоверие към новодошлите и скоро след това хлебарят (Дирх Пасер), месарят (Карл Щегер) и бакалинът (Валсьо Холм) не са склонни да им отпуснат повече кредит на доверие. Освен това отново започва да ги притеснява кредиторът. Дали поетът ще съумее да превъзмогне собствените си високи поетични виждания и ще започне да пише прости стихове за текстове на песни, за да повиши доходите си?

## В ролите
- Хенинг Моритцен като поета
- Хеле Виркнер като младата майка
- Ове Спрогьое като Антон
- Лиз Льоверт като Вера
- Олаф Усинг като кредитора
- Дирх Пасер като хлебаря
- Карл Щегер като месаря
- Валсьо Холм като бакалина
- Хелга Фриер като съпругата на бакалина
- Киелд Петерсен като Хенри Хамбер
- Джуди Грингер като Лизе
- Паул Хаген като пощальона
- Аксел Стрьобие като земеделеца
- Оле Могенс като певеца

## Номинации
- Номинация за Златна мечка за най-добър филм от Международния кинофестивал в Берлин през 1959 година.[2]